# Айді Дайко
Айді Дайко (алб. Ajdi Dajko; нар. 28 жовтня 2002, Греція) — албанський футболіст, центральний захисник черкаського ЛНЗ.

## Клубна кар'єра

### Ранні роки
Вихованець ПАОКа. На початку липня 2020 року перейшов до «Астераса». На початку серпня наступного року переведений до першої команди вище вказаного клубу. 19 березня 2022 року вперше потрапив до заявки першої команди, на переможний (2:0) виїзний поєдинок 1-го туру раунду вибування Суперліги проти «Волоса». Айді просидів усі 90 хвилин на лаві запасних. Навесні 2022 року двічі потрапляв до заявки на матчі Суперліги.

### АЕК Б
У середині серпня 2022 року вільним агентом перебрався до резервної команди АЕКа. Дебютував за другу команду столичного клубу 20 листопада 2022 року в нічийному (2:2) виїзному поєдинку 3-го туру Суперліги 2 проти «Егалео». Дайко вийшов на поле в стартовому складі та відіграв увесь матч. Першим голом у дорослому футболі відзначився 12 грудня 2022 року на 67-й хвилині переможного (3:0) домашнього поєдинку 6-го туру Суперліги 2 проти «Проодефтікі». Айді вийшов на поле в стартовому складі та відіграв увесь матч. У сезоні 2022/23 років зіграв 16 матчів (1 гол) за АЕК у Суперлізі 2, ще 5 разів потрапляв до заявки першої команди АЕКа, але в жодному з них на поле не виходив.

### «Лачі»
19 серпня 2023 року вільним агентом перейшов до «Лачі». Дебютував за нову команду 27 серпня 2023 року в нічийному (3:3) домашньому поєдинку 1-го туру албанської Суперліги проти «Ерзені» (Шияк). Дайко вийшов на поле в стартовому складі та відіграв увесь матч. У сезоні 2023/24 років зіграв 33 матчі (з урахуванням плей-оф) в албанській Суперлізі, ще 3 поєдинки провів у кубку Албанії.

### ЛНЗ
13 липня 2024 року на своєму офіційному сайті ЛНЗ оголосив, що албанець підписав з клубом контракт.

## Кар'єра в збірній
У квітні 2018 року викликався на 3 товариські матчі юнацької збірної Албанії (U-16), але в жодному з них на полі не з'являвся.
На міжнародному рівні дебютував за юнацьку збірну Албанії (U-17) 27 червня 2018 року в програному (0:1) домашньому товариському поєдинку проти однолітків з Боснії. Айді вийшов на поле на 70-й хвилині замість Юрія Доко. Загалом наприкінці червня 2018 року зіграв у двох товариських матчах за команду U-17, в обох випадках — проти Боснії і Герцеговини.
У футболці молодіжної збірної Албанії дебютував 8 вересня 2023 року в переможному (2:1) виїзному поєдинку кваліфікації молодіжного чемпіонату Європи проти Вірменії. Дайко вийшов на поле в стартовому складі та відіграв увесь матч. Станом на 23 липня 2024 року провів 10 поєдинків за албанську «молодіжку».